# Wizerunek firmy
Wizerunek firmy (ang. corporate image) – wyobrażenie o firmie istniejące w bezpośrednim otoczeniu firmy, np. klienci, kontrahenci, media, pracownicy, konkurencja. Obejmuje zbiór pozytywnych skojarzeń wywoływanych przy usłyszeniu firmy lub ujrzeniu jej znaku graficznego. Wyobrażenie to nie musi pokrywać się z rzeczywistością, może być również jedynie subiektywnym obrazem przedsiębiorstwa lub jego oferty.

## Definicja
Inne definicje: E.R. Gray i J.M. Balmer (1998) uznają wizerunek firmy za „obraz tworzony bezpośrednio w umysłach odbiorców”. D. Bernstein (1984) proponują, by wizerunek definiować jako „rezultat interakcji doświadczeń, opinii, odczuć, wiedzy i wrażeń, które ludzie mają w związku z daną firmą”. D. Newsom, A. Scott i T.J. Vanslyke (1989) określają wizerunek jako: „wyobrażenie, jakie jedna lub wiele publiczności ma o osobie, przedsiębiorstwie lub instytucji. Nie jest to obraz rzeczywisty, dokładnie i szczegółowo nakreślony, ale raczej mozaika wielu szczegółów, podchwyconych przypadkowo, fragmentarycznych, o nieostrych różnicach”.
Funkcją takiego wyobrażenia jest:
- zmniejszenie ryzyka dokonywania zakupów;
- budowanie zaufania do firmy;
- różnicowanie przedsiębiorstw i produktów;
- wpływ na decyzje nabywców dotyczące wyboru produktów.

Wizerunek jest sposobem odbioru tożsamości firmy. Może on być:
- taki sam jak tożsamość, gdy otoczenie postrzega firmę dokładnie tak, jak ona chciałaby być widziana;
- inny, gdy różnice pomiędzy tożsamością firmy a jej wizerunkiem wynikają z kilku przyczyn:
  - nabywcy w niewłaściwy sposób odbierają informacje o przedsiębiorstwie, źle kojarzą stosowane symbole;
  - instrumenty promocyjne, które stosuje przedsiębiorstwo nie docierają do potencjalnych odbiorców;
  - rozbieżność między jakością oferowanych produktów i usług a tym co mówi o nich przedsiębiorstwo;
  - zmiany zachodzące w otoczeniu rynkowym.

## Obszary związane z procesem budowania wizerunku
Do obszarów związanych z procesem budowania wizerunku należą:
- określenie czynników wpływających na kształtowanie wizerunku,
- celowe działania związane z tworzeniem tożsamości,
- analiza wizerunku,
- identyfikacja luk między wizerunkiem a tożsamością,
- działania prowadzone w celu zmniejszenia rozbieżności między tożsamością a wizerunkiem[3].

## Wymiary wizerunku
Określając wizerunek firmy powinniśmy więc znaleźć odpowiedzi na następujące pytania:
- jak my widzimy naszą firmę? (wizerunek własny);
- jak widzą naszą firmę inni? (wizerunek zewnętrzny);
- jak chcemy by inni widzieli naszą firmę? (wizerunek idealny);
- jaki obraz możemy stworzyć w obecnych warunkach? (wizerunek realny)[4].

Wizerunek firmy może być „pozytywny” (rozpowszechniony i pomocny firmie), „nijaki” (bezbarwny, obojętny) lub „negatywny” (zły, szkodzący reputacji firmy). W celu budowy marki oraz zwiększeniu jej rozpoznawalności na rynku prowadzone są kampanie wizerunkowe.
Globalny wizerunek firmy nabiera szczególnego znaczenia w przypadku przedsiębiorstw o złożonej i rozbudowanej działalności, mających sieć punktów sprzedaży bądź punktów usługowych, zlokalizowanych na rozległym terytorium jednego państwa, kilku, czy nawet całego świata.

## Zasady tworzenia wizerunku firmy
Przy budowie wizerunku należy zwracać uwagę na następujące zasady:
- nie zaczynać od zera,
- nie ograniczać się tylko do analizy,
- uszanować delikatną naturę świata wyobraźni – zamiast radykalnych i drastycznych zmian, które źle znosi wyobraźnia, wybrać metodę małych kroków, starannie dobierając analizy i stopniowe posunięcia,
- docenić znaczenie każdego czynnika przekazu informacji o firmie,
- obserwować konkurentów,
- jak najwcześniej rozpocząć komunikację z otoczeniem,
- ustalić czytelne, konkretnie sprecyzowane i realistyczne cele komunikacji,
- stworzyć własny styl: rozpoznawalny, ciekawy, elastyczny,
- angażować wszystkich pracowników w tworzenie image’u,
- mierzyć rezultaty odbioru wizerunku firmy w otoczeniu.